# Sociaaldemocratische Partij van Rusland
De Sociaaldemocratische Partij van Rusland (Russisch: Социал-демократическая партия России, Sotsial-demokratitsjeskaja partija Rossii, SDPR) was een sociaaldemocratische partij in Rusland die bestond van 2001 tot 2007. 

## Geschiedenis
De SDPR werd op 26 november 2001 opgericht door Michail Gorbatsjov, de laatste leider van de Sovjet-Unie. De partij was ontstaan uit een fusie van verschillende sociaaldemocratische partijen, waaronder de Russische Verenigde Sociaaldemocratische Partij van Gorbatsjov en de Russische Partij voor Sociaaldemocratie van Boris Titov. De nieuwe partij koos Titov tot eerste voorzitter en Gorbatsjov tot partijleider. In 2003 werd de SDPR toegelaten tot de Socialistische Internationale. In 2004 zegde Gorbatsjov zijn lidmaatschap van de SDPR op uit onvrede over de samenwerking van de partij met Verenigd Rusland. Bij het tweede congres van de SDPR in september 2004 werd Titov als voorzitter opgevolgd door Vladimir Kisjenin. Onder diens leiderschap zakte de partij weg in de vergetelheid. In 1007 verloor de SDPR haar status als geregistreerde politieke partij. Als opvolger van de SDPR geldt de Unie van Sociaaldemocraten (SSD) die in 2007 door Gorbatsjov werd opgericht.